# Hjältarnas karavan: Ewokernas återkomst
Hjältarnas karavan: Ewokernas återkomst (engelska: Caravan of Courage: An Ewok Adventure) är en amerikansk TV-film av Lucasfilm Ltd från 1984. Den regisserades av John Korty efter manus av George Lucas och Bob Carrau. Warwick Davis spelar en av rollerna.

## Handling
Två syskonbarn har skilts från sina föräldrar efter att ha störtat mot skogsmånen Endor. Tillsammans med några ewoker ger de sig av för att hitta sina försvunna föräldrar. Ewokerna är en slags varelser som först omnämndes i Stjärnornas krig-filmen Jedins återkomst från 1983. Filmen fick en uppföljare året efter: Ewoks: Flykten från Endor.

### Fotnoter
1. ↑  Simon Thompson (16 december 2015). ”Star Wars: The Film And TV Timeline For The Billion Dollar Sci-Fi Franchise” (på engelska). Forbes. http://www.forbes.com/sites/simonthompson/2015/12/16/star-wars-the-film-and-tv-timeline-for-the-billion-dollar-sci-fi-franchise/#1fac21163689. Läst 20 september 2016.